# Aufidio Basso
Aufidio Basso (in latino Aufidius Bassus; ... – 65) è stato uno storico romano della prima metà del I secolo.

## Biografia
Basso, appartenente alla celebre famiglia plebea degli Aufidi, originaria di Fondi, visse sotto l'imperatore Tiberio.
Amico di Seneca, viene da lui citato all'inizio del quarto libro delle Epistulae ad Lucilium, affermando che affrontò stoicamente gli anni della vecchiaia, sicché si presume che avesse almeno sessant'anni (data di inizio della senectus) nel 65 d.C. e, quantomeno, avesse aderito  all'epicureismo, come traspare dalle parole dell'amico Seneca.

## Opere
Scrisse un'opera sul periodo delle guerre civili e un'altra sulle guerre di Germania (Bellum Germanicum), lodata da Quintiliano, che era, però, forse una sezione della prima. Nulla ci è giunto di lui, a parte frammenti.
La sua storia, che, continuando l'opera di Livio, si estendeva fino a Tiberio ed almeno fino alla morte di Claudio (54 d.C.), fu proseguita da Plinio il Vecchio, con un'opera intitolata per l'appunto A fine Aufidii Bassi e di essa si servì anche Tacito per gli Annales e, forse in parte, per la Germania.